# José Manuel Maza Martín
José Manuel Maza Martín (Madrid, 23 d'octubre de 1951 - Buenos Aires, 18 de novembre de 2017) va ser un magistrat espanyol del Tribunal Suprem, Fiscal General de l'Estat des del 25 de novembre de 2016, succeint per sorpresa Consuelo Madrigal Martínez-Pereda, fins al dia que es va morir. Es va llicenciar en Dret per la Universitat Complutense de Madrid des de 1973 i exercia un diploma en Criminologia per la mateixa universitat.
Maza va ser nomenat el 2002 magistrat de la Sala Penal del Suprem, després d'haver estat president de la secció primera de l'Audiència Provincial de Madrid. Anteriorment, havia estat jutge degà de districte a Madrid i havia ocupat la titularitat de jutjats a Alcorcón, València i Cangas del Morrazo (Pontevedra).
Va escriure Manual de Psiquiatria Legal i Forense, Circumstàncies que exclouen o modifiquen la Responsabilitat criminal i Cassació Penal Pràctica, així com altres publicacions relacionades amb el Dret penal i les vinculacions entre Dret i Medicina.
Com a magistrat del Suprem, Maza va defensar la inhabilitació del jutge Baltasar Garzón per obrir una causa que investigués els crims del franquisme. El 2007 es va pronunciar en contra de la Doctrina Botín que va permetre arxivar el cas en contra de l'expresident del Banc Santander, el difunt Emilio Botín. Va votar en contra de deixar en llibertat a l'etarra Ignacio Pujana per l'anul·lació de la Doctrina Parot. L'abril del 2016, va ser el ponent de la decisió d'arxivar la querella de Manos Limpias en contra dels líders de Podem, Pablo Iglesias i Íñigo Errejón, per finançament il·legal amb fonts procedents de l'Iran. En els anys 90, Maza va ser portaveu de la Unió Judicial Independent, una associació conservadora de jutges de signe liberal. I en els últims temps es va convertir en el primer en desenvolupar en una sentència la responsabilitat penal de les persones jurídiques, en aplicació de la recent reforma del Codi Penal.
El 25 de novembre de 2016 va ser nomenat fiscal general de l'Estat.
José Manuel Maza va ser reprovat, el 16 de maig del 2017, pel Congrés dels Diputats al costat del ministre de Justícia Rafael Catalá i el fiscal anticorrupció Manuel Moix, nomenat per Maza i que va haver de dimitir poc després en conèixer-se la seva societat fraudulenta a Panamà.
L'any al capdavant de la Fiscalia espanyola va ser marcat per les polèmiques i les contínues querelles en contra del procés independentista català. L'última va ser la de rebel·lió i sedició en contra de tot el govern de Carles Puigdemont, la presidenta del Parlament, Carme Forcadell, i els membres sobiranistes de la mesa.
Va morir el 18 de novembre de 2017 en l'Argentina a causa d'una infecció renal. Les restes del seu cos foren traslladades a Espanya i es va realitzar l'autòpsia.